# Robert Retschke
Robert Retschke (Bernau bei Berlin, Districte de Barnim, 17 de desembre de 1980) és un ciclista alemany. Actualment corre a l'equip Team Lotto-Kern Haus.

## Palmarès
- 2003
  - Vencedor d'una etapa a la Volta a Brandenburg
- 2005
  -  Campió d'Alemanya de muntanya
  - 1r a la Volta a Düren
- 2006
  -  Campió d'Alemanya de muntanya
- 2008
  - Vencedor d'una etapa al Rothaus Regio-Tour
- 2009
  - 1r al Gran Premi de la vila de Pérenchies
  - 1r al Gran Premi dels Marbrers
- 2010
  -  Campió d'Alemanya de muntanya